# Linsburg
Linsburg è un comune di 964 abitanti della Bassa Sassonia, in Germania.
Appartiene al circondario (Landkreis) di Nienburg (Weser) (targa NI) ed è parte della comunità amministrativa (Samtgemeinde) di Steimbke.

## Storia
Linsburg viene menzionata per la prima volta nel 1203. Nel 1263, un documento menziona una famiglia nobile, i "von Linesburg".
Nel 1675, i principi di Calenberg costruirono un castello di caccia a Linsburg. Nei lavori di costruzione del palazzo prese parte anche l'architetto italiano Lorenzo Bedogni.
Nel 1696, l'architetto francese Martin Charbonnier sistemò il giardino. Il castello fu distrutto dopo 70 anni di esistenza.